# Ánirnar
Ánirnar [ˈɔanɪɹnaɹ], també conegut amb el nom d'Ánir [ˈɔanɪɹ], és un petit poble situat a l'oest de l'illa de Borðoy, a les illes Fèroe. L'1 de gener de 2021 tenia 55 habitants. Administrativament pertany al municipi de Klaksvík.
El poble està situat a la costa oest de l'illa de Borðoy, a uns 3 km al nord de Klaksvík. Enfront, a l'altre cantó de l'estret de Haraldssund, hi ha l'extrem sud de l'illa de Kunoy amb el cim del Suður á Nakki de 703 metres d'alçada.

## Comunicacions
L'any 1965 es va obrir el túnel d'Árnafjørður, l'anomenat Árnafjarðartunnilin. Amb els seus 1680 m de longitud va connectar Ánirnar amb el fiord d'Árnfjarðarvík. El 1986 es va inaugurar el Byrging um Haraldssund, el pont de Haraldssund, que va unir les illes de Borðoy i Kunoy. Aquest pont té 350 metres de llargada i és el més llarg de les Illes Fèroe.

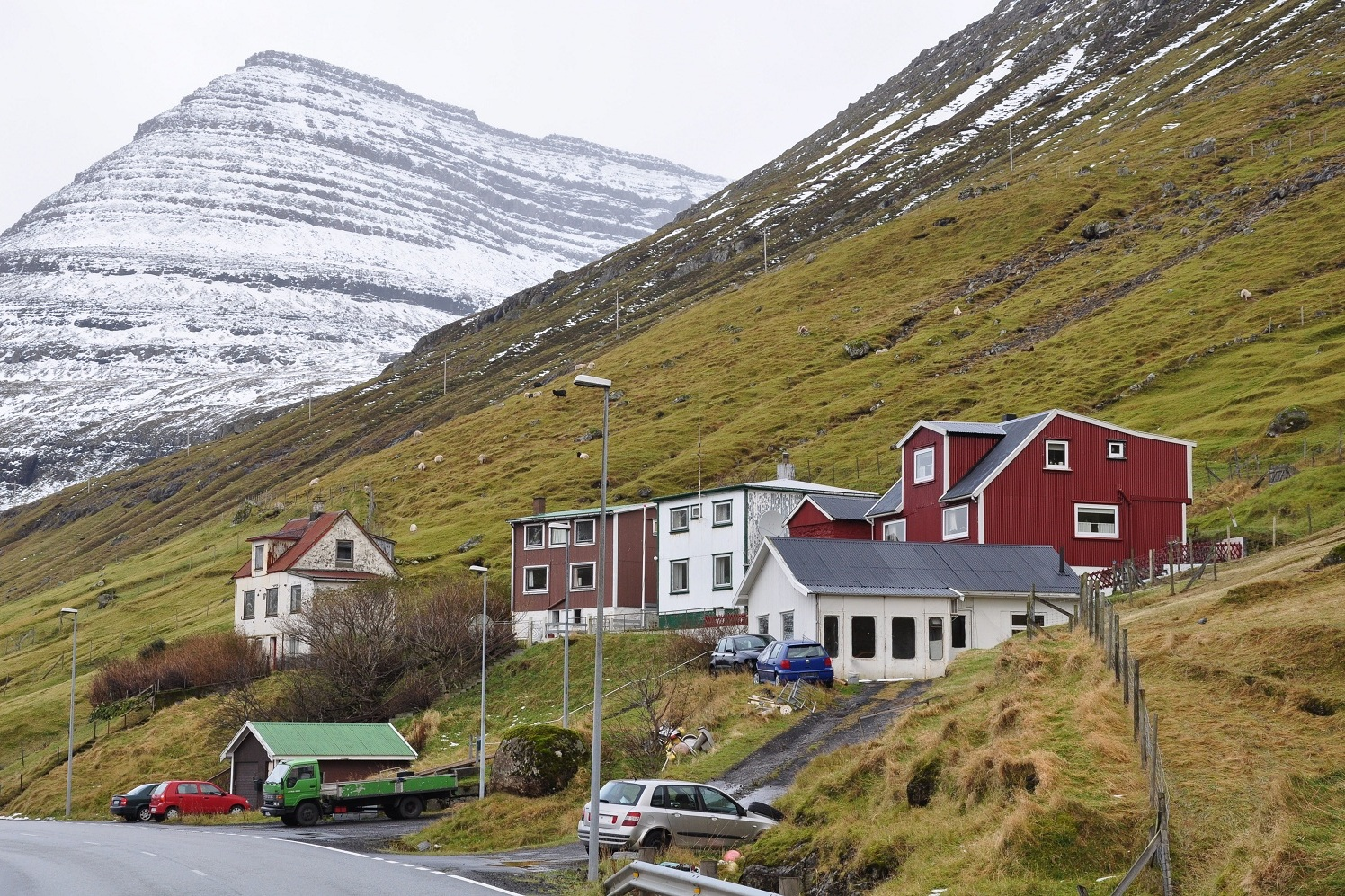
Part antiga d'Ánirnar.

Finalment, el 2006 es va obrir el túnel submarí que connecta Klaksvík amb Leirvík, a l'illa d'Eysturoy. La posada en servei d'aquesta infraestructura va canviar el desenvolupament de la zona. A Ánirnar l'ha afectat el creixement de Klaksvík i ha passat a formar part de la seva àrea metropolitana. No hi ha botigues ni altres instal·lacions.

## Història
Va ser fundada el 1840, gràcies a una població creixent a l'arxipèlag que demanava més terres per a conrear. L'assentament d'Ánirar consisteix només en el petit grup de cases. Aquest aspecte tranquil i més o menys pintoresc va canviar quan el 2005 es va construir el nou port de mercaderies de Klaksvík (també anomenat Cargo Terminal o Norðhavnin) just davant de la localitat. Aquest port té 200 metres de moll, 12 m de fondària, 20.000 metres quadrats de magatzem per a contenidors, un magatzem de fred i una rampa de càrrega i descàrrega de 30 m d'amplada. A més, hi ha hagut una promoció immobiliària que ha implicat la construcció de 15 cases modernes a Edmundstrøð, a l'entrada d'Ánirnar, i ha afectat l'aspecte del poble.